# Nate light
nate light war eine Late-Night-Show, die immer donnerstagabends auf ZDFneo ausgestrahlt wurde. Moderator der Sendung war der niederländische Kabarettist Philip Simon. nate light übernahm nach dem Wechsel der Moderatoren Joko und Klaas zu Pro7 den Sendeplatz von neo Paradise. In der Sendung wurden aktuelle Themen aus Politik, Kultur, Sport und Wirtschaft satirisch aufgearbeitet. Allerdings konnte das Format die Erwartung nicht erfüllen. Nach der Sommerpause 2014 wurde die Länge der Sendungen von 45 Minuten auf 30 Minuten gekürzt. Mit der Sendung vom 23. Oktober 2014 wurde das Format eingestellt.